# Bambalwad, Chikodi
Bambalwad là một làng thuộc tehsil Chikodi, huyện Belgaum, bang Karnataka, Ấn Độ.